# Ardisia attenuata
Ardisia attenuata är en viveväxtart som beskrevs av Nathaniel Wallich. Ardisia attenuata ingår i släktet Ardisia och familjen viveväxter. Inga underarter finns listade i Catalogue of Life.